# Park Bom
Đây là một tên người Triều Tiên, họ là Park.
Park Bom (tiếng Hàn: 박봄; sinh ngày 24 tháng 3 năm 1984), thường được biết đến với nghệ danh Bom, là một nữ ca sĩ người Hàn Quốc. Cô được biết đến với tư cách là thành viên của nhóm nhạc nữ Hàn Quốc 2NE1.
Bom bắt đầu sự nghiệp âm nhạc của mình vào năm 2006 với nhiều lần hợp tác với đồng nghiệp cùng công ty như Big Bang, Lexy và Masta Wu. Năm 2009, cô ra mắt với tư cách là thành viên của 2NE1 với vai trò là giọng ca chính. Nhóm sau đó trở thành một trong những nhóm nhạc nữ nổi tiếng nhất và bán chạy nhất mọi thời đại tại Hàn Quốc. Bom đã phát hành 2 bài hát solo là "You and I" và "Don't Cry", đạt vị trí số 1 trên Gaon Digital Chart, bảng xếp hạng âm nhạc quốc gia của Hàn Quốc. Cô đã đoạt giải Bài hát kỹ thuật số xuất sắc nhất tại Mnet Asian Music Awards năm 2010.
Sau khi 2NE1 tan rã vào năm 2016, Bom rời YG Entertainment vào tháng 11 năm 2016. Tháng 7 năm 2018, cô ký hợp đồng với D-Nation Entertainment và phát hành đĩa đơn của cô, "Spring" vào tháng 3 năm 2019. Sau đó vào tháng 5 năm 2019, Bom phát hành album tái phát hành re: Blue Rose với đĩa đơn "4:44" hợp tác với Wheein của Mamamoo.

## Tiểu sử
Park Bom sinh ngày 24 tháng 3 năm 1984 tại Seoul, Hàn Quốc. Chị gái của cô, Park Go-eun, là một nghệ sĩ cello. Khi học lớp 6, cô rời Hàn Quốc để học tập tại Hoa Kỳ. Sau khi hoàn thành cấp học phổ thông ở Maine, cô theo học chuyên ngành tâm lý học tại trường Đại học Lesley. Khi còn là học sinh phổ thông, cô có niềm đam mê âm nhạc vì thần tượng Mariah Carey. Cô muốn trở thành ca sĩ nhưng không nhận được sự cho phép từ cha mẹ. Tuy nhiên, dưới sự động viên từ người cô của mình, cô bí mật chuyển đến Trường Cao đẳng âm nhạc Berklee để theo đuổi ước mơ của mình. Khi theo học trường cấp 3 ở Hoa Kỳ, cô được chẩn đoán mắc chứng rối loạn tăng động giảm chú ý (ADHD).

## Sự nghiệp

### 2006–2013: Khởi nghiệp và đột phá

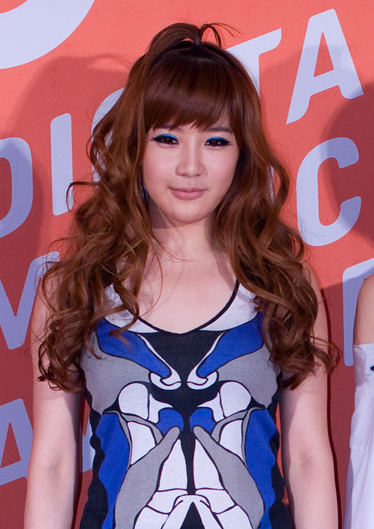
Bom vào tháng 8 năm 2009.

Bom trở lại Hàn Quốc để theo đuổi sự nghiệp âm nhạc và nhiều lần thử giọng để gia nhập YG Entertainment, nơi cô được nhận vào công ty sau 3 năm thử giọng, theo lời cựu CEO của YG là Yang Hyun-suk. Khi còn là thực tập sinh tại YG, Bom được chẩn đoán mắc bệnh viêm hạch bạch huyết và phải chịu đựng căn bệnh viêm hạch kể từ đó. Năm 2006, cô góp giọng trong 2 bài hát đầu tay của Big Bang là "We Belong Together" và "Forever with U". Bom cũng hợp tác với Lexy cho bài hát "Baby Boy" từ mini album thứ ba Rush và Red Roc cho bài hát "Along My Way". Cô cũng xuất hiện trong quảng cáo cho dòng điện thoại di động Samsung Anycall với video âm nhạc cùng tên cùng với Lee Hyori, G-Dragon và Gummy.
Năm 2009, Bom ra mắt với tư cách là thành viên của 2NE1 với vai trò là giọng ca chính cùng với CL, Dara và Minzy. Sau đó, nhóm hợp tác với Big Bang cho bài hát "Lollipop" trước khi chính thức ra mắt trên chương trình âm nhạc The Music Trend của SBS vào ngày 17 tháng 5 năm 2009, nơi nhóm biểu diễn "Fire". Nhóm nhận được thành công đáng kể với bài hát "I Don't Care" từ mini album đầu tay 2NE1 đã mang về cho nhóm giải Bài hát của năm tại Mnet Asian Music Awards năm 2009, khiến nhóm trở thành nhóm nhạc tân binh đầu tiên đoạt giải Daesang trong cùng năm ra mắt. Tháng 8 năm 2009, sau khi kết thúc hoạt động quảng bá cho bài hát đầu tay, các thành viên đã nghỉ ngơi để tập trung vào các hoạt động cá nhân. Cô phát hành bài hát solo đầu tiên của mình mang tên "You and I", đạt vị trí số 1 trên Gaon Digital Chart vào tháng 11. Bài hát cũng đoạt giải Bài hát kỹ thuật số xuất sắc nhất tại Mnet Asian Music Awards năm 2010. Vào cuối năm 2011, "You and I" đạt 4.483.364 lượt tải và trở thành một trong những bài hát bán chạy nhất trong lịch sử âm nhạc Hàn Quốc.
Cuối năm 2010, Bom góp giọng trong bài hát "Oh Yeah" của GD & TOP, xuất hiện trong cả 2 phiên bản tiếng Hàn và tiếng Nhật của bài hát cũng như video âm nhạc tiếng Nhật. Bài hát đạt vị trí số 2 trên Gaon Digital Chart khi phát hành. Ngày 21 tháng 4 năm 2011, cô phát hành bài hát solo thứ hai, "Don't Cry". Bài hát đã thành công về mặt thương mại và đạt "perfect all-kill" trên Instiz, đạt vị trí quán quân trên 7 bảng xếp hạng âm nhạc Hàn Quốc. Cùng năm, Bom góp giọng trong bài hát "Having an Affair" do G-Dragon và diễn viên hài Park Myeong-su thể hiện trong một dự án hợp tác mang tên GG cho Infinite Challenge Music Festival. G-Dragon đã khen ngợi cô, nói rằng "Trong bất kỳ bài hát nào có giọng hát của cô cất lên, đó là một bản hit. Giọng hát của cô rất tuyệt vời." Bài hát này cũng là một bản hit khác và là bài hát có lượt tải nhiều thứ hai trong năm 2011. Năm 2013, Bom thành lập một nhóm nhỏ với nữ ca sĩ cùng công ty Lee Hi dưới tên Bom & Hi. Bộ đôi phát hành bài hát cover cho "All I Want for Christmas Is You" của Mariah Carey vào ngày 17 tháng 12. Cùng năm, cô góp giọng trong phiên bản tiếng Nhật của bài hát "Black" của G-Dragon.

### 2014–2017: Gián đoạn sự nghiệp
Năm 2014, có thông tin rằng Bom bị điều tra vì buôn lậu chất cấm (80 viên thuốc chứa amphetamin) thông qua đường bưu điện quốc tế trong quá khứ. Một bưu phẩm do thành viên gia đình cư trú tại Hoa Kỳ gửi cho Bom, cư trú tại Hàn Quốc, nhưng bị chặn lại tại bộ phận hải quan của sân bay quốc tế Incheon. Bom bị điều tra nhưng không bị buộc tội. Được biết, Bom vốn lớn lên ở Hoa Kỳ và cô không hề biết rằng thuốc an thần amphetamin được dùng để điều trị một số bệnh về rối loạn tâm lý ở Hoa Kỳ nhưng bị cấm lưu hành ở Hàn Quốc. Trong một thông báo được đưa ra bởi Yang Hyun-suk của YG, ông lên tiếng bác bỏ những cáo buộc về sự đãi ngộ. Ông giải thích rằng loại thuốc này là bất hợp pháp ở Hàn Quốc nhưng hợp pháp ở Hoa Kỳ. Cô không thể sang Hoa Kỳ du lịch trong thời gian đó do lịch trình bận rộn. Bom đã liên hệ với bác sĩ của cô ở Hoa Kỳ để được kê đơn thuốc. Yang Hyun-suk giải thích thêm rằng Bom đã tìm kiếm sự chăm sóc y tế từ các bác sĩ ở Hàn Quốc và phải trải qua liệu pháp điều trị, nhưng không hiệu quả bằng cách điều trị của cô ở Hoa Kỳ. Năm 2010, tại thời điểm điều tra, cô cung cấp hồ sơ y tế của mình từ bệnh viện ở Hoa Kỳ cho công tố viên để xác nhận các chẩn đoán cũng như kế hoạch điều trị đang diễn ra của cô. Cùng năm, Bom tham gia chương trình Roommate của SBS, một chương trình thực tế về 11 người nổi tiếng sống cùng nhau trong một ngôi nhà chung. Cô rút khỏi chương trình ngay sau vụ bê bối và tạm ngừng mọi hoạt động trong làng giải trí.
Ngày 2 tháng 12 năm 2015, Bom lần đầu xuất hiện sau một thời gian dài, biểu diễn cùng 2NE1 tại Mnet Asian Music Awards năm 2015. Ngày 25 tháng 11 năm 2016, YG thông báo 2NE1 chính thức tan rã sau 7 năm hoạt động. Công ty cũng tiết lộ rằng thành viên CL và Dara đã ký hợp đồng riêng, ám chỉ việc Bom sẽ rời công ty. Tuy nhiên, Bom đã tham gia vào bài hát cuối cùng của 2NE1 mang tên "Goodbye" được phát hành vào ngày 21 tháng 1 năm 2017. Ngày 30 tháng 4 năm 2017, cô thông báo trên phương tiện truyền thông xã hội rằng cô hiện thuộc công ty con của YG, The Black Label và đang chuẩn bị phát hành một album solo. Ngày 1 tháng 5 năm 2017, công ty phủ nhận thông báo đó và tuyên bố rằng Bom không ký kết bất kỳ bản hợp đồng nào với công ty hoặc bất kỳ công ty con nào của họ kể từ khi họ chấm dứt hợp đồng với cô vào tháng 11 năm 2016. Cô sau đó trả lời người hâm mộ trên mạng xã hội rằng cô đã ký hợp đồng và cô sẽ sớm trở lại.

### 2018–nay: Hồi sinh sự nghiệp
Ngày 20 tháng 7 năm 2018, Bom được cho là đã ký hợp đồng độc quyền với công ty giải trí mới thành lập D-Nation Entertainment. Theo kế hoạch, cô sẽ phát hành mini album đầu tay bao gồm 5 đến 6 bài hát vào tháng 11 cũng như các hoạt động quảng bá ở nước ngoài. Tuy nhiên, vào ngày 2 tháng 10 năm 2018, có thông báo rằng mini album sẽ được phát hành vào khoảng tháng 1 năm 2019 và Bom sẽ ra mắt kênh YouTube. Ngày hôm sau, có thông tin rằng cô sẽ xuất hiện trên màn ảnh nhỏ lần đầu tiên sau 4 năm thông qua YG Future Strategy Office, có sự tham gia của đồng nghiệp cùng công ty cũ Seungri. Bom góp mặt trong tập 3 của bộ phim "Music Business" được công chiếu vào ngày 5 tháng 10 năm 2018 trên Netflix.

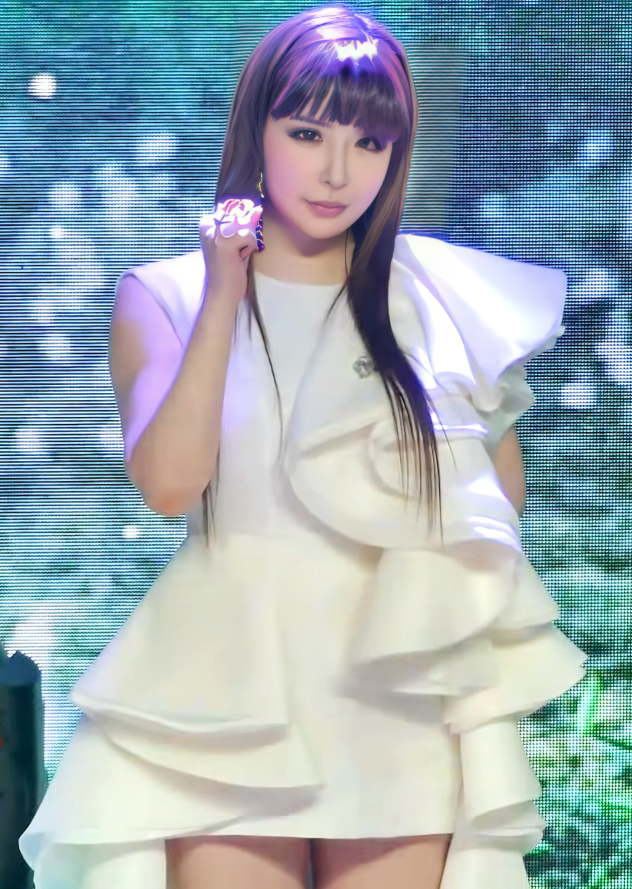
Bom tại buổi họp báo ra mắt Spring vào năm 2019.

"Spring" được công bố vào ngày 15 tháng 2 năm 2019 như bài hát chủ đề trong album đầu tay cùng tên của cô, được phát hành vào ngày 13 tháng 3 năm 2019 cùng với video âm nhạc. Bài hát được sản xuất bởi Brave Brothers và được mô tả là một "bài hát R&B có nhịp độ trung bình". Ngoài ra, "Spring" có sự góp giọng của Dara, cựu thành viên cùng nhóm của Bom. Bài hát được biểu diễn lần đầu tiên trong sự kiện ra mắt album Spring được tổ chức cùng ngày phát hành. "Spring" ra mắt ở vị trí số 2 trên bảng xếp hạng World Digital Song Sales của Billboard, trở thành bài hát K-pop bán chạy nhất và bài hát mới có thứ hạng cao nhất trong tuần đó. Spring được tái phát hành dưới dạng mini album mang tên re:Blue Rose vào ngày 2 tháng 5 năm 2019. Bài hát chủ đề "4:44" được sản xuất bởi Brave Brothers và có sự góp giọng của Wheein. Bom phát hành "I Do, I Do" cho Perfume như bản nhạc phim đầu tay của cô vào ngày 1 tháng 7 năm 2019. Cô tổ chức buổi họp mặt người hâm mộ đầu tiên mang tên "Spring Again" vào ngày 20 tháng 7 năm 2019. Bom cũng tham gia cuộc thi truyền hình thực tế Queendom của Mnet được công chiếu vào ngày 29 tháng 8 năm 2019. Xuyên suốt quá trình tham gia cuộc thi, cô phát hành tổng cộng 3 bài hát bao gồm bài hát cover cho "Hann (Alone)" của đối thủ cạnh tranh (G)I-dle và "Eyes, Nose, Lips" của đồng nghiệp cùng công ty cũ Taeyang, và một bài hát mới của cô mang tên "Wanna Go Back", trong đó có sự góp giọng của Cheetah. Bom sau đó góp giọng trong "Chanel" của MC Mong được phát hành vào ngày 29 tháng 10 năm 2019. Cô tái hợp với Dara cho bài hát "First Snow" được phát hành vào ngày 10 tháng 12 năm 2019.
Ngày 21 tháng 12 năm 2020, Bom trở lại sau 1 năm gián đoạn với "Red Light", hợp tác với Sai Sai Kham Leng. Cô đã phát hành đĩa đơn "Do Re MI Fa Sol" hợp tác với Changmo vào ngày 31 tháng 3 năm 2021.

## Danh sách phim

### Phim điện ảnh
| Năm  | Tên         | Vai                               | Ghi chú   |
| ---- | ----------- | --------------------------------- | --------- |
| 2009 | Girlfriends | Khách tại bữa tiệc của câu lạc bộ | Khách mời |

### Chương trình truyền hình
| Năm  | Tên                       | Ghi chú           |
| ---- | ------------------------- | ----------------- |
| 2014 | Roommate                  | Khách mời cố định |
| 2018 | YG Future Strategy Office | Khách mời         |
| 2019 | Queendom                  | Thí sinh          |
| 2021 | On&Off                    | Khách mời         |
| 2022 | Sing Forest 2             | Khách mời cố định |

## Danh sách đĩa nhạc

### Album đĩa đơn
| Tên    | Chi tiết | Vị trí cao nhất | Doanh số           |
| Tên    | Chi tiết | KOR             | Doanh số           |
| ------ | --- | --------------- | ------------------ |
| Spring | - Phát hành: 13 tháng 3 năm 2019 - Tái phát hành: 2 tháng 5 năm 2019 (re:Blue Rose) - Hãng đĩa: D-Nation - Định dạng: CD, tải nhạc kỹ thuật số | 2               | - Hàn Quốc: 22,547 |

### Đĩa đơn

#### Như nghệ sĩ chính
| Tên                                                                                                 | Năm  | Vị trí cao nhất | Vị trí cao nhất | Vị trí cao nhất | Vị trí cao nhất | Doanh số               | Album                        |
| Tên                                                                                                 | Năm  | KOR Gaon        | KOR Hot         | QQ Music        | US World        | Doanh số               | Album                        |
| --------------------------------------------------------------------------------------------------- | ---- | --------------- | --------------- | --------------- | --------------- | ---------------------- | ---------------------------- |
| "You and I"                                                                                         | 2009 | 1               | *               | *               | *               | - Hàn Quốc: 4,500,000+ | To Anyone                    |
| "Don't Cry"                                                                                         | 2011 | 1               | *               | *               | *               | - Hàn Quốc: 3,000,000+ | 2NE1                         |
| "Spring" (봄) (hợp tác với Dara)                                                                    | 2019 | 3               | 4               | 3               | 2               | - Hàn Quốc: 1,000,000+ | Spring                       |
| "4:44" (4시 44분) (hợp tác với Wheein)                                                              | 2019 | 84              | 78              | 10              | —               | —                      | re:Blue Rose                 |
| "First Snow" (첫눈) (hợp tác với Dara)                                                              | 2019 | 168             | —               | —               | 19              | —                      | Đĩa đơn không có trong album |
| "Do Re Mi Fa Sol" (hợp tác với CHANGMO)                                                             | 2021 | 130             | —               | 11              | —               | - Hàn Quốc: 80,000+    | Đĩa đơn không có trong album |
| "Flower" (꽃) (hợp tác với Kim Minseok)                                                             | 2022 | 53              | 71              | 7               | —               | - Hàn Quốc: 800,000+   | Đĩa đơn không có trong album |
| "I" (아이) (hợp tác với DAWN)                                                                       | 2023 | 17              | TBA             | 10              | —               | TBA                    | Đĩa đơn không có trong album |
| "—" biểu thị các bản phát hành không có trong bảng xếp hạng hoặc không được phát hành ở khu vực đó. |      |                 |                 |                 |                 |                        |                              |

#### Như nghệ sĩ hợp tác
| Tên                                                                                                 | Năm  | Vị trí cao nhất | Doanh số               | Album                        |
| Tên                                                                                                 | Năm  | KOR Gaon        | Doanh số               | Album                        |
| --------------------------------------------------------------------------------------------------- | ---- | --------------- | ---------------------- | ---------------------------- |
| "We Belong Together" (Big Bang hợp tác với Park Bom)                                                | 2006 | *               | —                      | Big Bang                     |
| "Anystar" (Lee Hyori hợp tác với Lee Joon-gi và Park Bom)                                           | 2006 | *               | —                      | Đĩa đơn không có trong album |
| "Forever with U" (Big Bang hợp tác với Park Bom)                                                    | 2006 | *               | —                      | Big Bang 03                  |
| "Along My Way" (Red Roc hợp tác với Park Bom)                                                       | 2007 | *               | —                      | Đĩa đơn không có trong album |
| "Baby Boy" (Lexy hợp tác với Park Bom)                                                              | 2007 | *               | —                      | Rush                         |
| "Oh Yeah" (GD & TOP hợp tác với Park Bom)                                                           | 2010 | 2               | - Hàn Quốc: 2,200,000+ | GD & TOP                     |
| "Having an Affair" (G-Dragon và Park Myeong-su hợp tác với Park Bom)                                | 2011 | 1               | - Hàn Quốc: 4,200,000+ | Infinite Challenge           |
| "Up" (Epik High hợp tác với Park Bom)                                                               | 2012 | 6               | - Hàn Quốc: 1,000,000+ | 99                           |
| "Black" (phiên bản tiếng nhật) (G-Dragon hợp tác với Park Bom)                                      | 2013 | —               | —                      | Coup d'etat                  |
| "Chanel" (MC Mong hợp tác với Park Bom)                                                             | 2019 | 5               | —                      | Channel 8                    |
| "Red Light" (Sai Sai Kham Leng hợp tác với Park Bom)                                                | 2020 | TBA             | —                      | Đĩa đơn không có trong album |
| "—" biểu thị các bản phát hành không có trong bảng xếp hạng hoặc không được phát hành ở khu vực đó. |      |                 |                        |                              |

### Nhạc phim
| Tên                                                                                                 | Năm  | Vị trí cao nhất | Vị trí cao nhất | Album                |
| Tên                                                                                                 | Năm  | KOR Gaon        | US World        | Album                |
| --------------------------------------------------------------------------------------------------- | ---- | --------------- | --------------- | -------------------- |
| "I Do, I Do"                                                                                        | 2019 | —               | 200             | Perfume OST, Part 8  |
| "My Reflection" (넌 나의 거울)                                                                      | 2022 | 27              | —               | Fight For My Way OST |
| "—" biểu thị các bản phát hành không có trong bảng xếp hạng hoặc không được phát hành ở khu vực đó. |      |                 |                 |                      |

### Ca khúc quảng bá và ca khúc khác
| Tên                                                            | Năm  | Vị trí cao nhất | Vị trí cao nhất | Doanh số              | Album                              |
| Tên                                                            | Năm  | KOR Gaon        | US World        | Doanh số              | Album                              |
| -------------------------------------------------------------- | ---- | --------------- | --------------- | --------------------- | ---------------------------------- |
| All I Want For Christmas Is You                                | 2013 | 17              | —               | - Hàn Quốc : 122,000+ | Bom&Hi Re-make                     |
| "My Lover"                                                     | 2019 | 125             | 5               | - Hàn Quốc : 24,000+  | Spring                             |
| "Shameful"                                                     | 2019 | 149             | 4               | - Hàn Quốc : 23,000+  | Spring                             |
| "Hann (Alone)" (hợp tác với Cheetah)                           | 2019 | —               | 13              | *                     | Queendom <Cover Contest>, Part 1   |
| "Eyes, Nose, Lips"                                             | 2019 | —               | 114             | *                     | Queendom <Box of Fan-dora>, Part 2 |
| "Wanna Go Back" (되돌릴 수 없는 돌아갈 수 없는 돌아갈 곳 없는) | 2019 | —               | 18              | *                     | Queendom <Final Comeback>          |
| "Remembered"                                                   | 2022 | 145             | —               | - Hàn Quốc : 50,000+  | 프로젝트 : 선물                    |
| "Holding The End Of This Night"                                | 2023 | —               | —               | *                     | Genie Re-make                      |

## Giải thưởng và đề cử
| Năm  | Giải thưởng                  | Hạng mục                                    | Đề cử                                                       | Kết quả   | Nguồn  |
| ---- | ---------------------------- | ------------------------------------------- | ----------------------------------------------------------- | --------- | ------ |
| 2009 | Cyworld Digital Music Awards | Bài hát của năm (tháng mười một)            | "You and I"                                                 | Đoạt giải | [ 57 ] |
| 2009 | Philippines K-pop Awards     | Ngôi sao K-pop nóng bỏng nhất               | Park Bom                                                    | Đoạt giải | [ 58 ] |
| 2010 | Mnet Asian Music Awards      | Ca khúc nhạc số xuất sắc nhất               | "You and I"                                                 | Đoạt giải | [ 59 ] |
| 2011 | Allkpop Awards               | Nữ nghệ sĩ solo xuất sắc nhất               | Park Bom                                                    | Đề cử     | [ 60 ] |
| 2011 | Melon Music Awards           | Ca khúc Hip-hop xuất sắc nhất               | "Oh Yeah" (kết hợp cùng GD & TOP)                           | Đoạt giải | [ 61 ] |
| 2011 | Melon Music Awards           | Ca khúc thịnh hành xuất sắc nhất            | "Having An Affair" (kết hợp cùng Park Myung-So và G-Dragon) | Đoạt giải | [ 61 ] |
| 2011 | Melon Music Awards           | Bài hát của năm                             | "Having An Affair" (kết hợp cùng Park Myung-So và G-Dragon) | Đề cử     | [ 61 ] |
| 2011 | Cyworld Digital Music Awards | Ca khúc của năm (tháng bảy)                 | "Having An Affair" (kết hợp cùng Park Myung-So và G-Dragon) | Đoạt giải | [ 57 ] |
| 2012 | Golden Disc Awards           | Ca khúc nhạc số xuất sắc nhất (Bonsang)     | "Don't Cry"                                                 | Đề cử     | [ 62 ] |
| 2012 | Golden Disc Awards           | Ca khúc phổ biến nhất                       | "Don't Cry"                                                 | Đề cử     | [ 62 ] |
| 2013 | Golden Disc Awards           | Ca khúc Hip-hop xuất sắc nhất               | "UP" (kết hợp cùng Epik High)                               | Đoạt giải | [ 63 ] |
| 2019 | Soribada Best K-Music Awards | Nghệ sĩ R&B xuất sắc nhất                   | Park Bom                                                    | Đoạt giải | [ 64 ] |
| 2019 | Mnet Asian Music Awards      | Bài hát của năm                             | "Spring"                                                    | Đề cử     | [ 65 ] |
| 2019 | Mnet Asian Music Awards      | Màn trình diễn giọng hát solo xuất sắc nhất | "Spring"                                                    | Đề cử     | [ 65 ] |
| 2019 | Mnet Asian Music Awards      | Lựa chọn của người hâm mộ                   | Park Bom                                                    | Đề cử     | [ 65 ] |
| 2019 | Melon Music Awards           | Ca khúc R&B/Soul xuất sắc nhất              | "Spring"                                                    | Đề cử     | [ 66 ] |
| 2020 | Gaon Chart Music Awards      | Bài hát của năm (tháng 3)                   | "Spring"                                                    | Đề cử     | [ 67 ] |
| 2020 | Seoul Music Awards           | Nghệ sĩ của năm (Bonsang)                   | Park Bom                                                    | Đề cử     | [ 68 ] |
| 2020 | Seoul Music Awards           | Giải thưởng đặc biệt của Hallyu             | Park Bom                                                    | Đề cử     | [ 68 ] |
| 2020 | Seoul Music Awards           | Nghệ sĩ phổ biến nhất năm                   | Park Bom                                                    | Đề cử     | [ 68 ] |
| 2020 | Seoul Music Awards           | Nghệ sĩ K-pop phổ biến nhất QQ Music        | Park Bom                                                    | Đề cử     | [ 68 ] |
| 2020 | Seoul Music Awards           | Ca khúc R&B/Hiphop xuất sắc nhất            | "Spring"                                                    | Đề cử     | [ 68 ] |
| 2022 | Asian Pop Music Awards       | Màn kết hợp xuất sắc nhất                   | "Flower"                                                    | Đề cử     | [ 69 ] |